# 輝く日の宮
輝く日の宮（かがやくひのみや、かかやくひのみや）とは、『源氏物語』においてかつて存在したが失われてしまったとされる帖の巻名である。
いくつかの説があり、
- 現在の桐壺の巻の異名。
- 現在の桐壺の巻の後半部分がかつて桐壺とは別の巻であったころの巻名。
- 桐壺の巻のあとにかつて存在したが失われてしまったとされる巻の名前。本項で詳述。
- 『源氏物語』に登場する架空の人物である藤壺の作中での呼び名。

などである。また、丸谷才一による『源氏物語』の成立事情を題材にした小説作品のタイトルでもある。

## 概要
位置的には「桐壺」と「帚木」の間にあったとされている。またおそらくは次のような内容を含んでいると考えられている。
- 光源氏と藤壺が最初に関係した場面
- 光源氏と六条御息所とのなれそめ
- 朝顔の斎院がはじめて登場する部分

その他、「五節の君」のような「帚木」以降の巻において初めての登場であるにもかかわらず以前に登場したことがあるかのような記述のある人物が何人かおり、それらの人物についての記述もあったのでないかとされる。

## この巻が存在したとされる根拠
この巻が存在したとされる根拠には、次のように文献学上の理由と構想上の理由とがある。
文献学上の理由
古い時期のいくつかの文献にこの巻の巻名があげられていること。たとえば藤原定家が「奥入」において「桐壺」の次にこの巻名を記した後、「この巻もとより無し」と記している。この他に明確な巻名はあげていなくても『無名草子』のように「源氏物語は60巻ある」と現存している巻数より多い数字をあげている文献もいくつか存在していること。
構想上の理由
現行の本文では、後のストーリーの展開に深く関わる重要な場面であるにもかかわらず描かれていないものが存在し、これらの内容があるとするといずれも位置的には「桐壺」と「帚木」の間にあるのが自然であると考えられること。

## この巻が無くなった理由
現在「輝く日の宮」という巻が存在しない理由については
- 一度は「輝く日の宮」が書かれたが、ある時期に作者の意向もしくは作者の近辺にいた人物と作者の協議によって削除された。光源氏の死を描いた「雲隠」の帖について、「一度は書かれたがあまりにも悲しい内容であったため当時の天皇の命により破棄された」とする伝説があるが、「輝く日の宮」についても一度書かれたものが誰かの命により（丸谷才一は藤原道長の意向を受けてのこととしている）取り除かれた。
- 何らかの意図があったわけではないが、もともと存在していた「輝く日の宮」が写本を作る段階で脱落するなどしてある時期から失われた。

といった説がある。

## 「輝く日の宮」不存在説
「輝く日の宮」の帖は元から存在しないとする考え方も根強く存在する。根拠とされるものには以下のようなものがある。
- いくら何でも本文が全く残っていないのはおかしい。
- 「輝く日の宮」という巻名の付け方は他の『源氏物語』の巻名の付け方とあまりにも違いすぎる。
- この巻の中身として想定されているような場面については、作者は構想上の理由であえて省略したのだとしても別に矛盾は生じない。

この説をとる場合には、ある時期に、もともとは無かった「輝く日の宮の巻」というものが存在するという話が発生したことになる。

## その他の「輝く日の宮」の巻
「輝く日の宮」の巻については次のような説もある。
- 「輝く日の宮」の巻とは現在の「桐壺」の巻の別名であるとする説
- 「桐壺」の巻の後半部分がかつて「桐壺」とは別の巻であり、その巻の巻名が「輝く日の宮」であったとする説

## 補作
この巻の脱落（と思われるもの）を補うための著作が後世の学者や作家によって幾作か書かれている。
- 本居宣長『手枕』（1763年）六条御息所との馴れ初め。
- 丸谷才一『輝く日の宮』（2003年）最後の章がこれにあたる。
- 森谷明子『千年の黙 異本源氏物語』（2003年）
- 瀬戸内寂聴『藤壺』（2004年）